# Faculdade Estadual de Educação Ciências e Letras de Paranavaí
A Faculdade Estadual de Educação Ciências e Letras de Paranavaí (Fafipa) é uma instituição pública de ensino superior mantida pelo governo estadual, com sede na cidade de Paranavaí, no Paraná. Em 2001 foi integrada à Universidade Estadual do Paraná (Unespar), passando a abrigar a reitoria e sendo a sede desta universidade. O campus oferta 11 cursos de graduação e 17 cursos de pós-graduação.

## História
A Faculdade Estadual de Educação, Ciências e Letras de Paranavaí – Fafipa está localizada no município de Paranavaí, na região noroeste do Paraná. O município de Paranavaí foi criado em 1951 e conta com uma população de 81.595 habitantes (IBGE)).
Em 1960 o município de Paranavaí sentia a necessidade de profissionais de nível superior. Sendo assim, foi aprovado pela Assembleia Legislativa do Estado do Paraná (Alep) a Lei criando uma Faculdade em Paranavaí. Através da Lei Municipal n.º 389, de 27/10/1965, foi criada a Faculdade de Filosofia, Ciências e Letras de Paranavaí (Fafipa), tendo como mantenedora a Fundação Educacional do Noroeste do Paraná – Fundenorpa.
Com o Estatuto aprovado através do Decreto Municipal nº. 855, de 10/11/1965, o Conselho Estadual de Educação pelo Parecer 1/66, de 07/01/ 1966, autorizou abertura de matrícula para os cursos de Ciências, Geografia, Letras e Pedagogia. A Faculdade obteve seu reconhecimento através Decreto Federal n.º 69.599, de 23/11/1971–D.O.U. de 26/11/1971.
Em 12 de dezembro de 1990, através da Lei n.º 9.466, a FAFIPA foi estadualizada passando a denominar-se Fundação Faculdade Estadual de Educação, Ciências e Letras de Paranavaí. Em 16/07/1991, com a Lei n.º 9.663, foi transformada em Autarquia Estadual com o nome de Faculdade Estadual de Educação, Ciências e Letras de Paranavaí. Em 2001 a faculdade passou foi integrada à Universidade Estadual do Paraná, pela Lei nº 13.283, de 25/10/2001.
A Fafipa, desde que foi criada, tem como objetivo principal a integração regional, através do ensino, da pesquisa e da extensão. A Instituição oferece, atualmente, 11 (onze) cursos.
Em 2013 a cidade de Paranavaí foi escolhida para ser sede da reitoria da Unespar. Em janeiro de 2015 foi inaugurado um novo prédio da reitoria. A diretora do campus é a professora Maria Antônia Ramos Costa.